# Aita

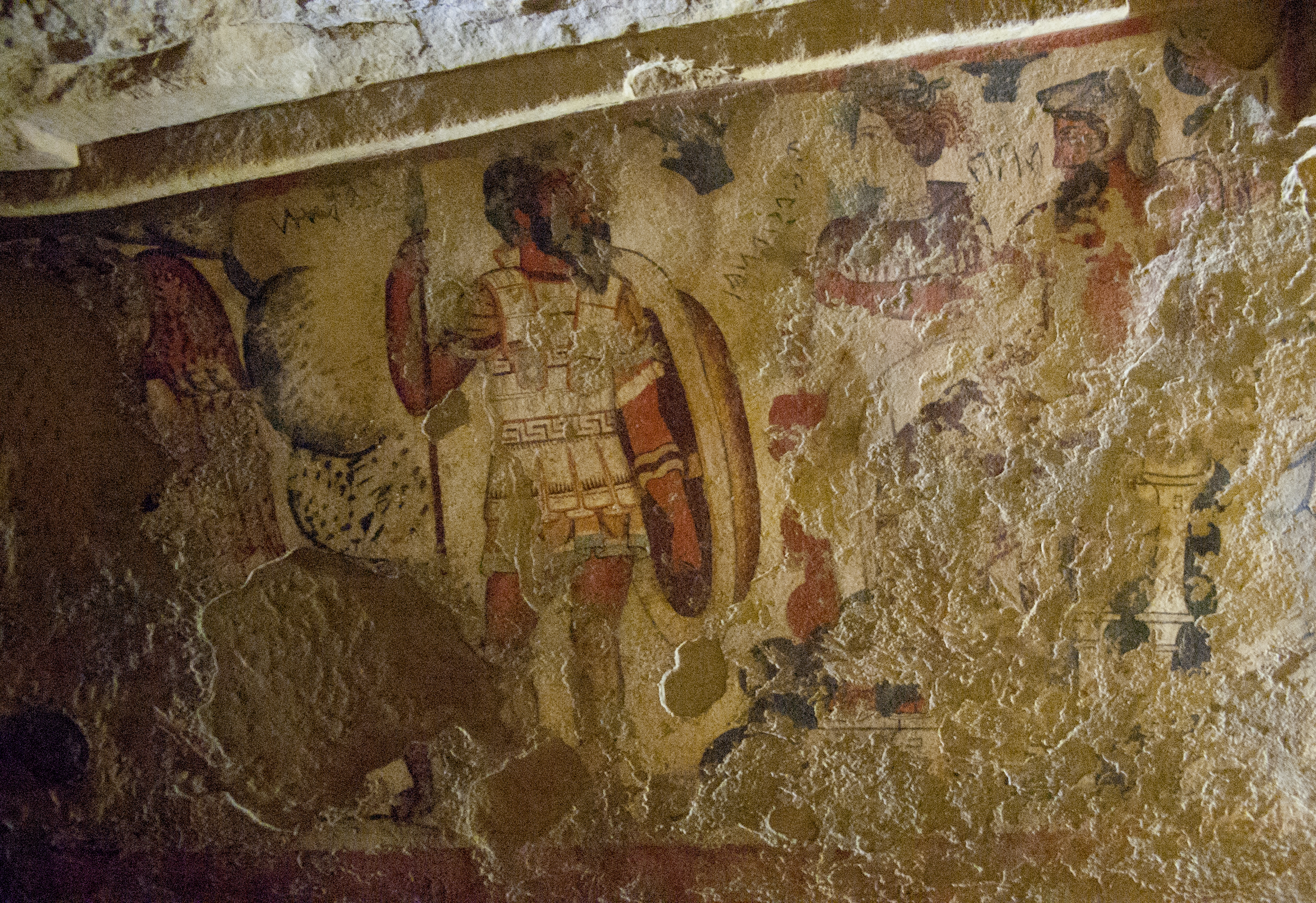
Darstellung des Aita (links) und der Phersipnai (Mitte) auf einem Fresko in der Grabanlage II des Tomba dell’Orco

Aita (auch Eita) ist ein dämonischer Gott der Unterwelt aus der Mythologie der Etrusker. Angeblich hält er in seinem Reich Gericht über die Toten und lässt keine Seele mehr aus seinem finsteren Reich entkommen. Er kann daher in etwa mit den griechischen Göttern Pluton oder Hades verglichen werden, auch wenn er einige Eigenschaften hat, die diese nicht aufweisen.
Calu, der ebenfalls als etruskischer Unterweltsgott überliefert ist, wird häufig mit Aita gleichgesetzt. Bei Calu handelt es sich um eine genuin etruskische Gottheit, für die nachweislich Kulthandlungen durchgeführt wurden. Aita erscheint dagegen ausschließlich in der (griechisch beeinflussten) Mythologie, die sich ihrerseits in der bildenden Kunst widerspiegelt. Inhaltlich entsprechen sich die beiden jedoch.
In bildlichen Darstellungen erscheint Aita ab dem 4./3. Jahrhundert v. Chr. und wird bärtig sowie mit einem Wolfskopf dargestellt. Dieser wird in der Forschung häufig als „Kappe aus Wolfsfell“ gedeutet. Möglich ist aber auch, dass es sich um einen lebendigen Wolf handelt, der dem Gott der Unterwelt zu Diensten ist. Die Grabmalereien zeigen diesen meistens zusammen mit seiner mutmaßlichen Gemahlin Phersipnai, die der griechischen Persephone entspricht und damit ebenfalls eine dämonische Gottheit ist.
Der Götterbote der etruskischen Mythologie, Turms, konnte sich angeblich in ein Zwillingspaar aufteilen und damit dem Himmelsgott Tinia einerseits und der Unterweltsgottheit Aita andererseits gleichzeitig zu Diensten stehen. Seine dem Aita dienende Identität wurde in etruskischer Sprache als Turmś Aitaś („Hermes des Hades“) bezeichnet.